# 国家政治保卫局
国家政治保卫局，全称为俄罗斯社会主义联邦苏维埃共和国内务人民委员部国家政治保卫局（俄语：Государственное Политическое Управление НКВД РСФСР，俄文縮寫，音译「格別烏」），是苏俄在1922年至1923年的秘密警察机构，第一位主任即契卡原主席捷尔任斯基。从文件上看，格別烏的职能并不大，如其并没有拘捕和处决反革命分子的权利。但随着时间的推移，格别乌的力量和影响越来越大，实际上已经超越了契卡。

## 历史
1922年2月6月成立苏俄内务人民委员部国家政治保卫局（ГПУ）。
1923年11月15日独立为苏联人民委员会国家政治保卫总局（ОГПУ）。
1934年缅任斯基病逝后，7月隶属于苏联内务人民委员部改称国家安全总局（ГУГВ）。